# ناحیه جسر
ناحیهٔ جسر (به لاتین: Jessore District) یک ناحیه در بنگلادش است که در استان کولنا واقع شده‌است.

## خصوصیات
ناحیهٔ جسر ۲٬۶۰۶٫۹۴ کیلومترمربع مساحت و ۲٬۷۶۴٬۵۴۷ نفر جمعیت دارد و ۷ متر بالاتر از سطح دریا واقع شده‌است.